# Sandy Island (Carriacou)

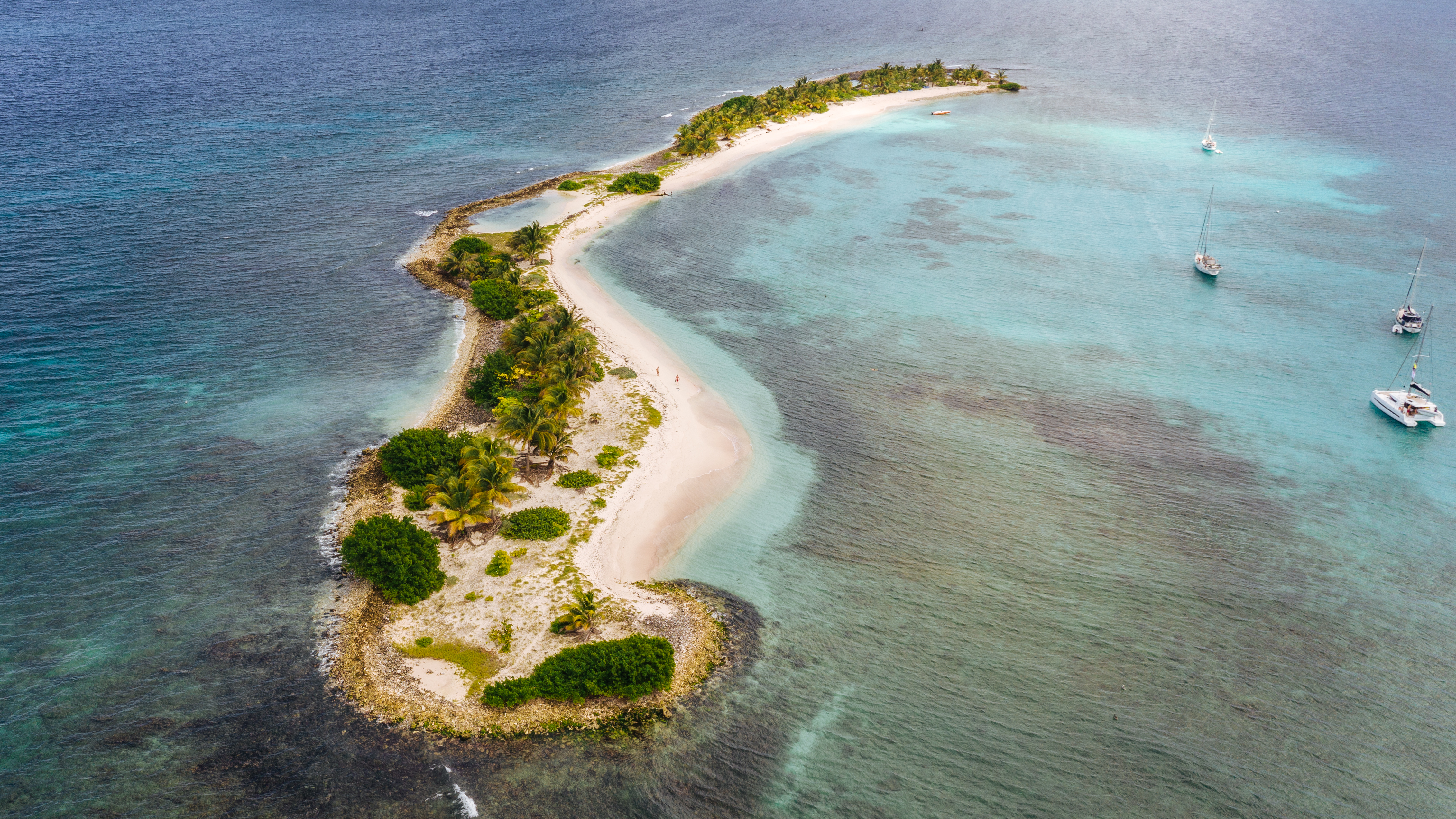
Sandy Island

Sandy Island ist eine kleine, zu Grenada gehörende unbewohnte Insel der Kleinen Antillen in der Karibik direkt vor der Nordwestküste der Insel Carriacou.

## Geographie
Die Insel liegt unmittelbar vor der Nordwestküste von Carriacou, vor der Paradise Beach von L’Esterre. Sie bildet zusammen mit Mabouya Island und den Caps Point Cistern und Lauriston Point die Begrenzung der L’Esterre Bay (Fijay Bay). Die Insel erstreckt sich länglich von Westen nach Osten. Es gibt eine Strandbar